# Käsekrainer

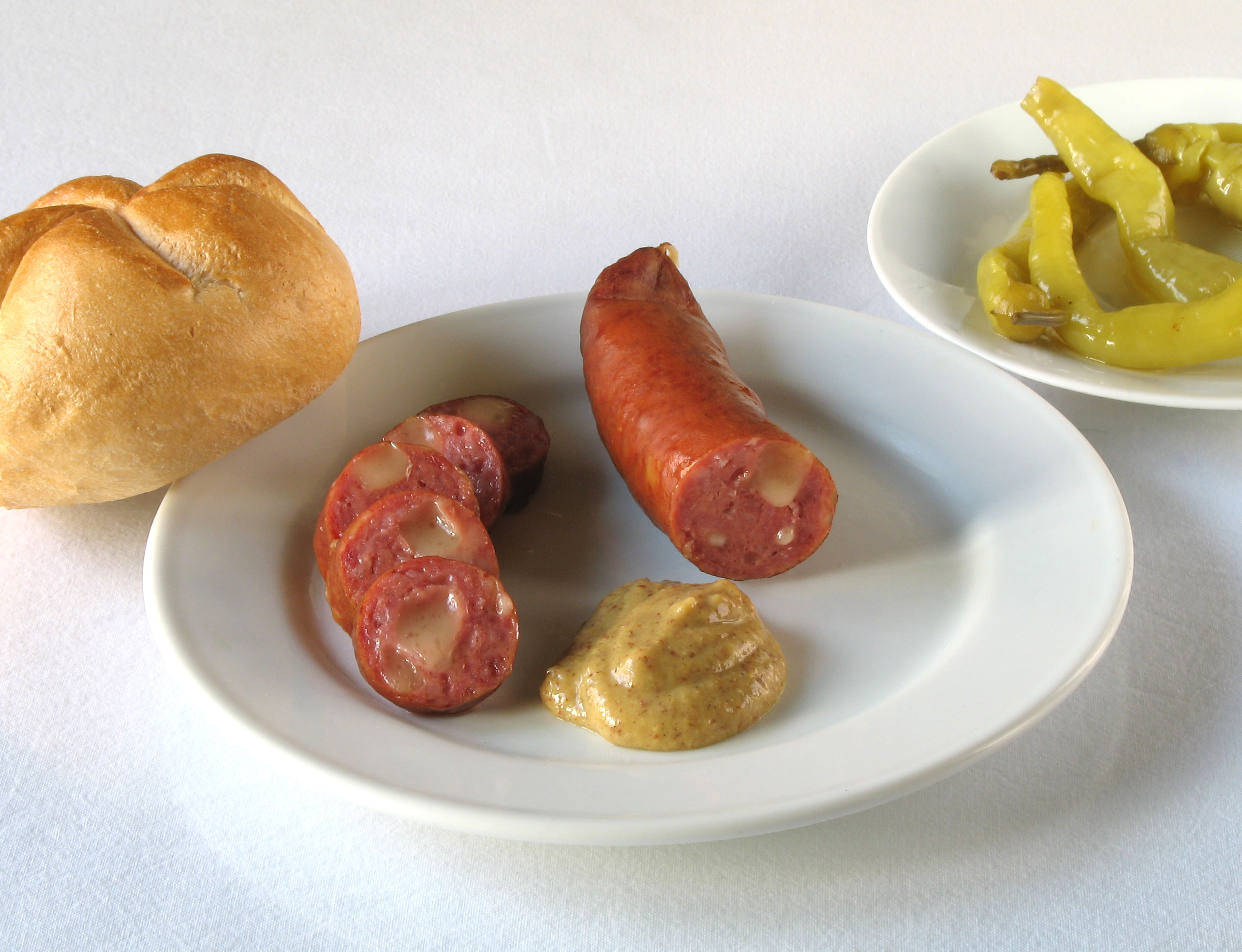
Una Käsekrainer cortada y mostrando su interior de queso.

Una Käsekrainer es una salchicha escaldada con sabor ahumado típica de la cocina austriaca que se hace a base de carne de cerdo y que se caracteriza por tener en su interior queso (en una proporción que varía desde un 10% a un 20%), generalmente de tipo emmental. Este tipo de salchicha puede encontrarse desde los años 80 en los puestos callejeros austriacos denominados Würstelstände. En función del dialecto puede decirse también Ka(a)skrainer o Käskrainer, pudiendo incluso sustituirse a veces la terminación "—er" por "—a". En dialecto vienés se les llama "eine Eitrige" ("una purulenta/supurante").

## Preparación
Este tipo de salchichas se puede preparar de múltiples formas: se puede cocer, freír o asar, pero en cualquier caso no se puede someter a un fuego intenso debido al contenido de queso que posee en su interior. En su lugar originario (Graz) esta salchicha se sirve con salsas de mostaza o rábano; las variantes más modernas emplean kétchup. En Linz se comen las famosas Kafka, una variante de Bosna en la que la salchicha se reemplaza por una Käsekrainer (una Bosna es un tipo de snack típico de Austria semejante al hot dog, en el que la salchicha se introduce dentro de pan blanco previamente calentado a la parrilla).
- Datos: Q1571899
- Multimedia: Käsekrainer / Q1571899